# B级墨尔本电车
B级墨尔本电车（B-class Melbourne tram），是在墨尔本电车系统中运营的一种双节，三转向架铰接电车。在1984年和1985年两列B1级原型车投入服务后，总共由130列B2级由Comeng（之后变为ABB）和AEG于墨尔本的丹德农生产。
B级电车的发展主要缘于将原本为铁路的圣基尔达线（St Kilda Line）和墨尔本港线（Port Melbourne Line）改造成轻轨的计划，所有B级于1984到1994年间投入服务。

## 历史

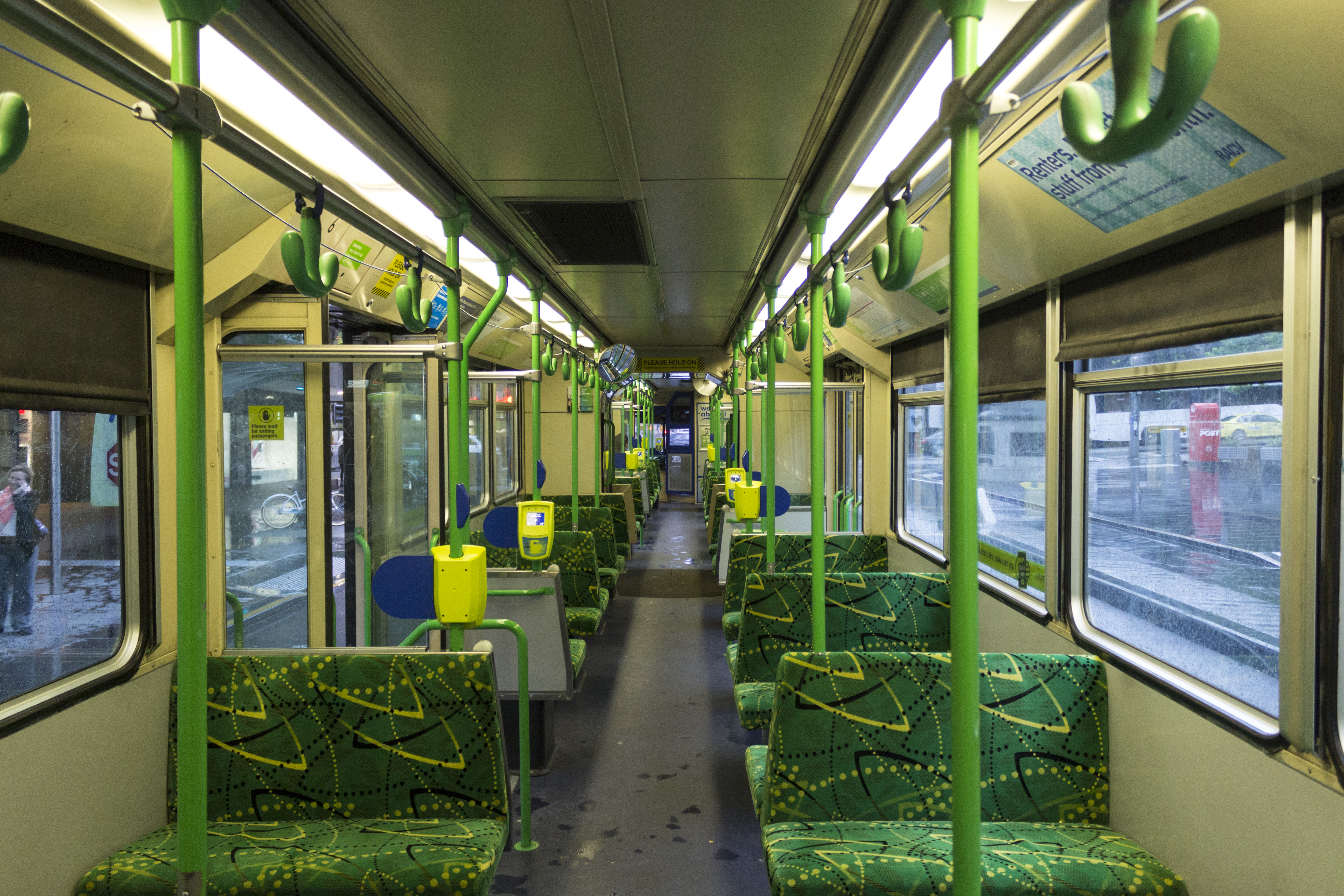
於2013年11月拍攝，翻新前的B2電車內飾

在将把圣基尔达线与墨尔本港线改造为轻轨的准备过程中，在A1级电车订单全部完成后的1984年和1985年，生产了两列B1级原型车。在这之后，1987到1994年间又陆续生产了130列B2级电车，都由Comeng以及后期由ABB在丹德农制造。 B级时墨尔本电车网络的第一种铰链电车，同时B2级也是第一种配备空调的墨尔本电车。
作为对维多利亚州交通部长希望后期的B2型电车为低地板电车的回应，Comeng于1989年发展了一个铰链低地板电车的设计。在设计中电车表面上利用了来自B级的部件，而在低地板设计方面采用了部分低地板的设计，同时内部的楼梯也在转向架之上。这个设计进展显著，在1990年取消前已经发展了艺术概念图、设计图以及一个车辆的模型，同时首列车车壳的生产也已经开始。计划的取消是由于新的交通部长选择完成所有的B2级订单而不是新的变种，而在这背后的原因是Comeng和运营方的争议、州政府内阁重组以及ABB对Comeng的并购。在90年代后期对于B级的低地板方案被再次提出，这一次的方案是在现有的两节电车之间加入一段低地板的部分。但是由于每列电车的改造费用高达70万澳元以至于不符合经济效益，该计划被迫取消。
在墨尔本电车系统于1999年8月私有化时，55列B2级被移交给M>Tram, 而剩余的B级则调拨给了Yarra Trams。 所有的B级则在2004年4月电车系统重新合并为由同一个运营商运营之时由Yarra Trams运营。
2007年起B级的点阵显示屏被LED屏幕替代，然后于2009年起又加装了司机室空调。B级的座位于2014年进行了升级，主要是移除部分座位并用使用在C级以及C2级上的倚靠式座椅（“Lean Seat”）。这一改进可以使每列电车增加7~9名乘客的载客量同时也可以为婴儿车和购物车等提供额外的空间，同时在这些区域会安装额外扶手并且更换座椅套。这些改进可以使得B级增加载客量以及改善乘坐体验，预计可以使整个B级车队增加每月1100名乘客的载客量。所有的改进工作都在2014年完成。
2015年6月起B2级又加装了类似于E级上使用的乘客信息系统以及报站，第一列完成安装的B级是分配在坎伯韦尔停车场的。2018年起B级又进行了全面的延长使用寿命的翻新，主要包括重新涂刷车身、更换车头面板和玻璃、驾驶室控制面板等。 

## 子型号

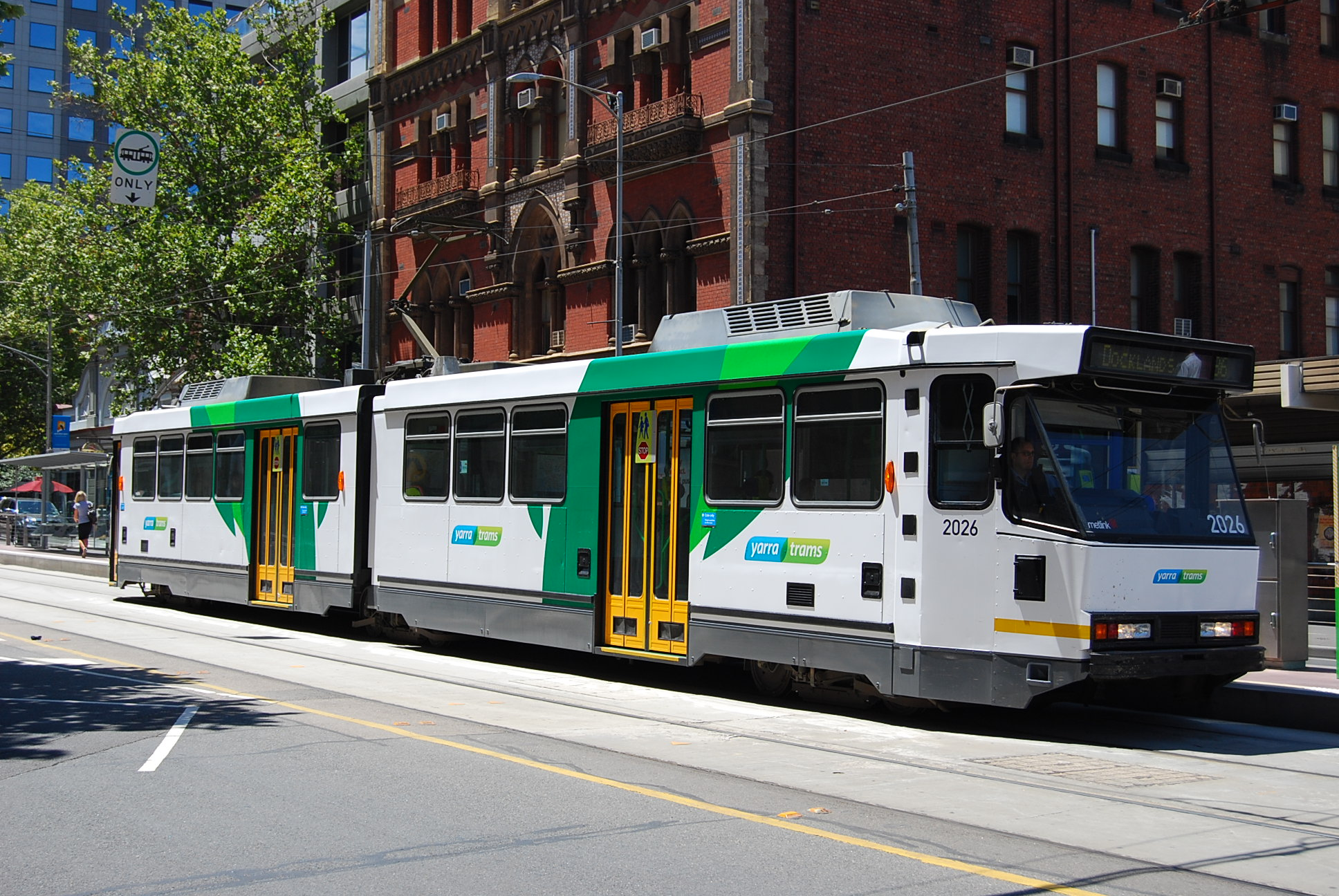
2010年1月，新雅拉電車塗裝的2026號車執行86路班次

### B1型

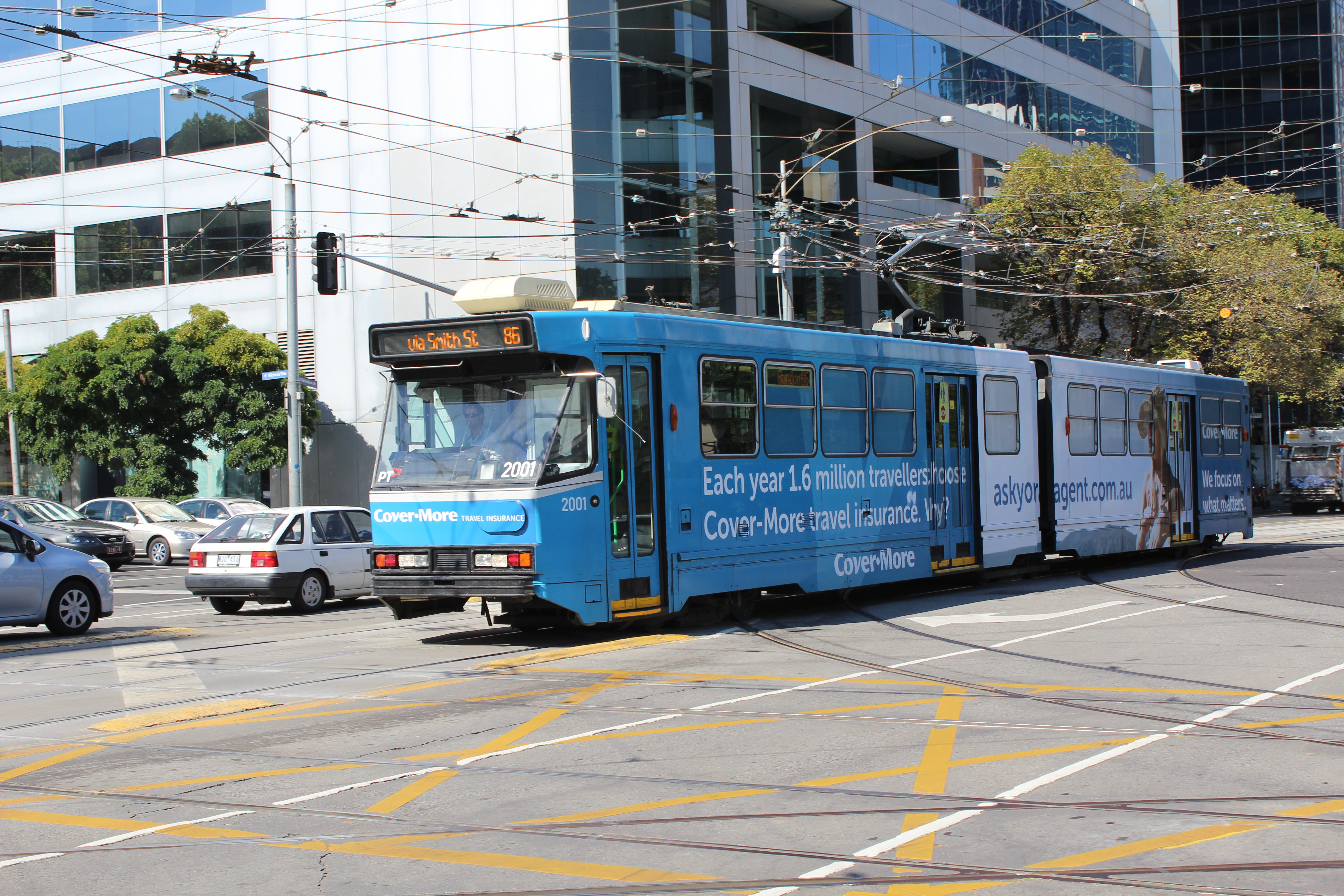
2013年4月，广告涂装的2001号车执行86路班次行驶在尼古拉森街

B1型电车只有两列，为1984年和1985年为圣基尔达线和墨尔本港线轻轨改造项目所制造的原型车。B1级安装了空气压缩机和空气制动（除B1级外只有W级拥有），并且一开始同时安装了集电杆和受电弓。 B1级在制造时安装了为了在铁路站台可以平地上下车的台阶，但最后改为重建铁路站台为低地板站台，而台阶也被拆除。B1级和B2级的内饰非常相似，但是B1级没有空调，而且窗户可以打开并安装了不同的遮阳帘。
第一列B1级，编号为2001于1984年2月7日交付并在1984年12月19日投入运营，而第二列编号为2002的B1级则在1985年12月17日投入运营。这两部电车一开始被分配在坎伯韦尔停车场，在70路和75路上运行。在圣基尔达线和墨尔本港线完成改造之后，2001被移动至南墨尔本停车场，而2002则是被转移到北菲兹洛伊停车场。在2000年代初期到中期两列电车的空气压缩机都出现了问题，不过随后问题被修复，而在这一时期两列电车以东普雷斯顿停车场作为基地。  
两列B1级原本计划在2016年2月2日雅拉电车为其举办了告别活动后退役，但是直到8月只有2002被封存而2001仍在服务。直到2017年11月12日，在围绕墨尔本进行了它的告别运行后，B1 2001与2002一起被长期封存在普雷斯顿车间。 

### B2型

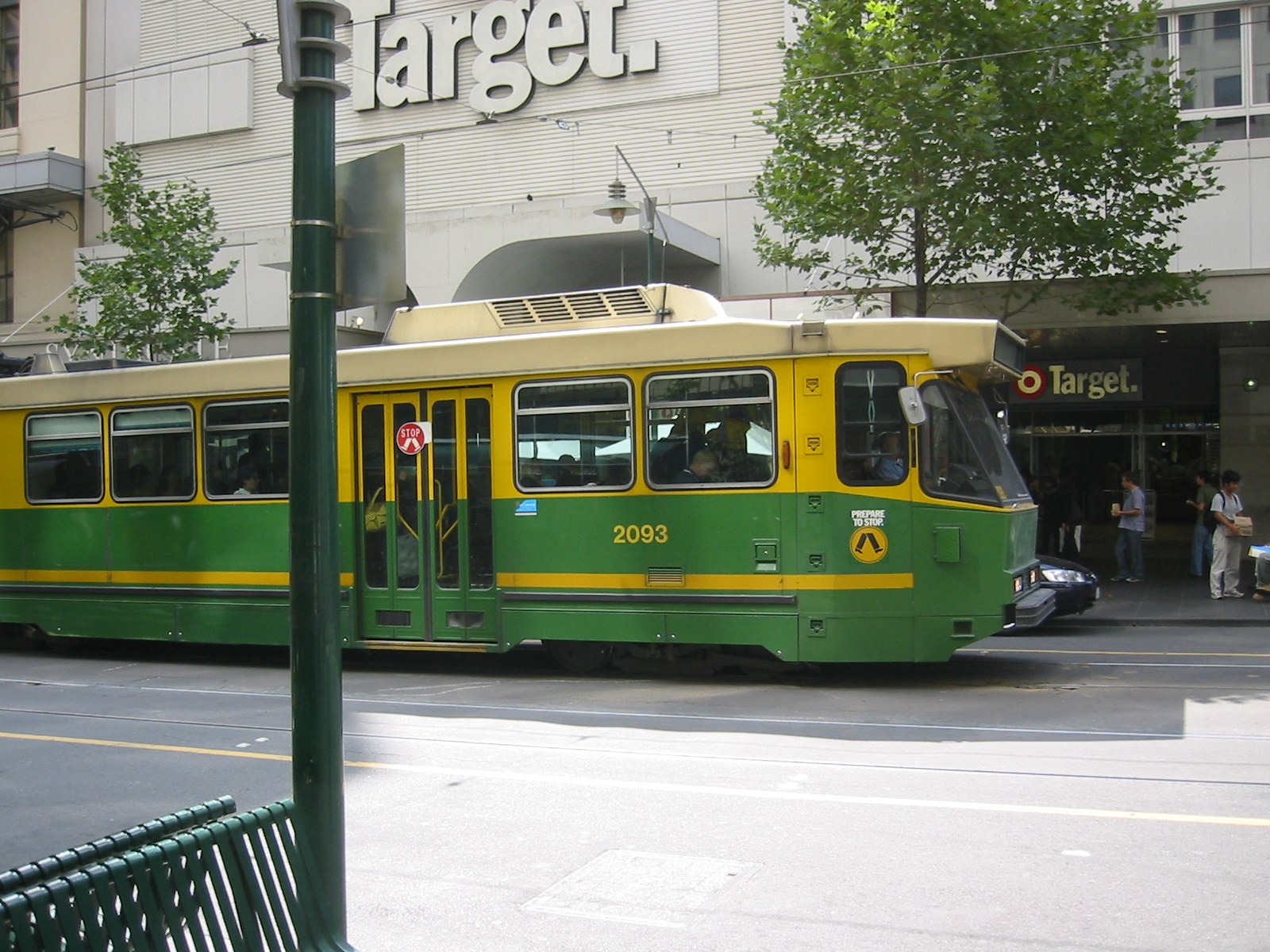
2003年3月， Metropolitan Transit Authority 涂装的2093号车行驶于博克街

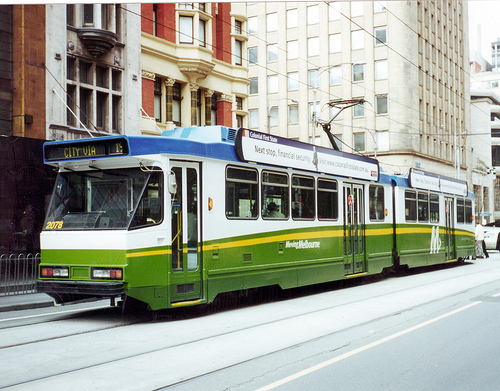
2001年8月，M>Tram 涂装的2078号车执行19路班次行驶于伊丽莎白街

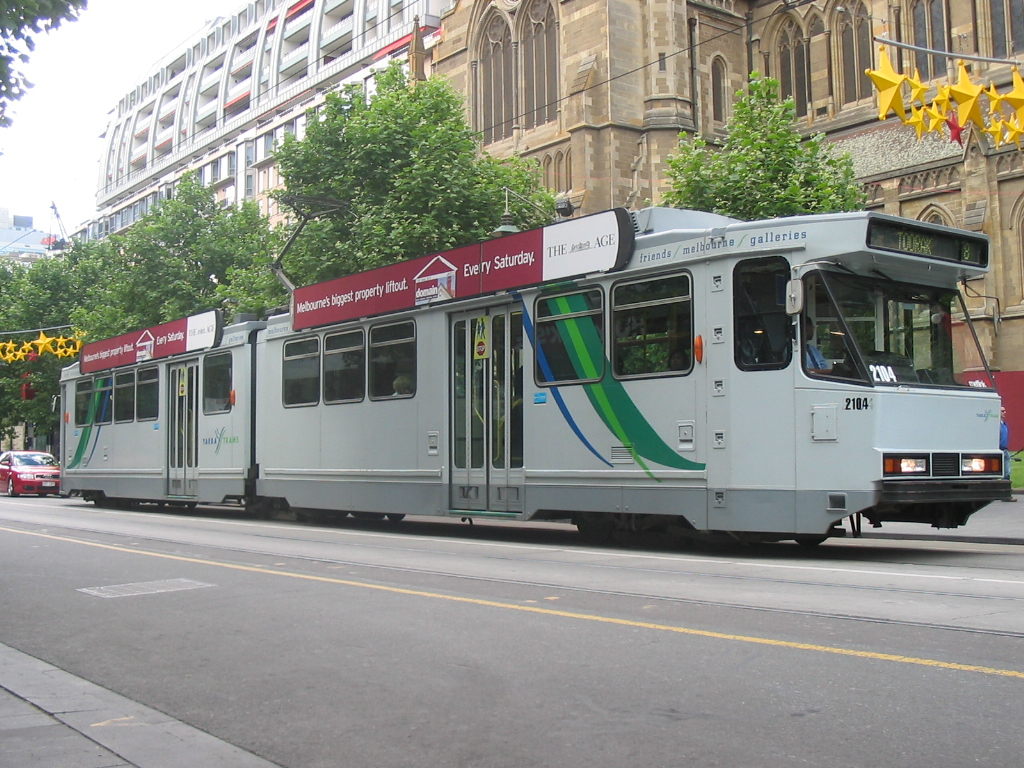
2005年11月，TransdevTSL 涂装的2004号车执行8路班次行驶于斯旺斯顿街

在B1型之后Comeng（之后为ABB）在1987年至1994年间完成了130列B2级的订单。虽然B2级一开始是为两条轻轨订购的，但它们很快也在其他线路上运行，快速分布在整个电车系统的各个角落。虽然和B1型的外观相似，但B2型有了许多新变化。首先B2级是墨尔本第一种拥有空调的电车，此外也第一次使用了点阵目的地显示器。不过B2级的电器设备和之前的Z3级和A级非常相似，控制系统都是GTO。 
1992年2月2089号电车被送往堪培拉展出，其作为当地计划中轻轨项目宣传的一部分。2003年，亚拉电车将部分B2型电车的布局更改并取名为“阿波罗”，将部分座椅以靠垫取代来增加站立面积。

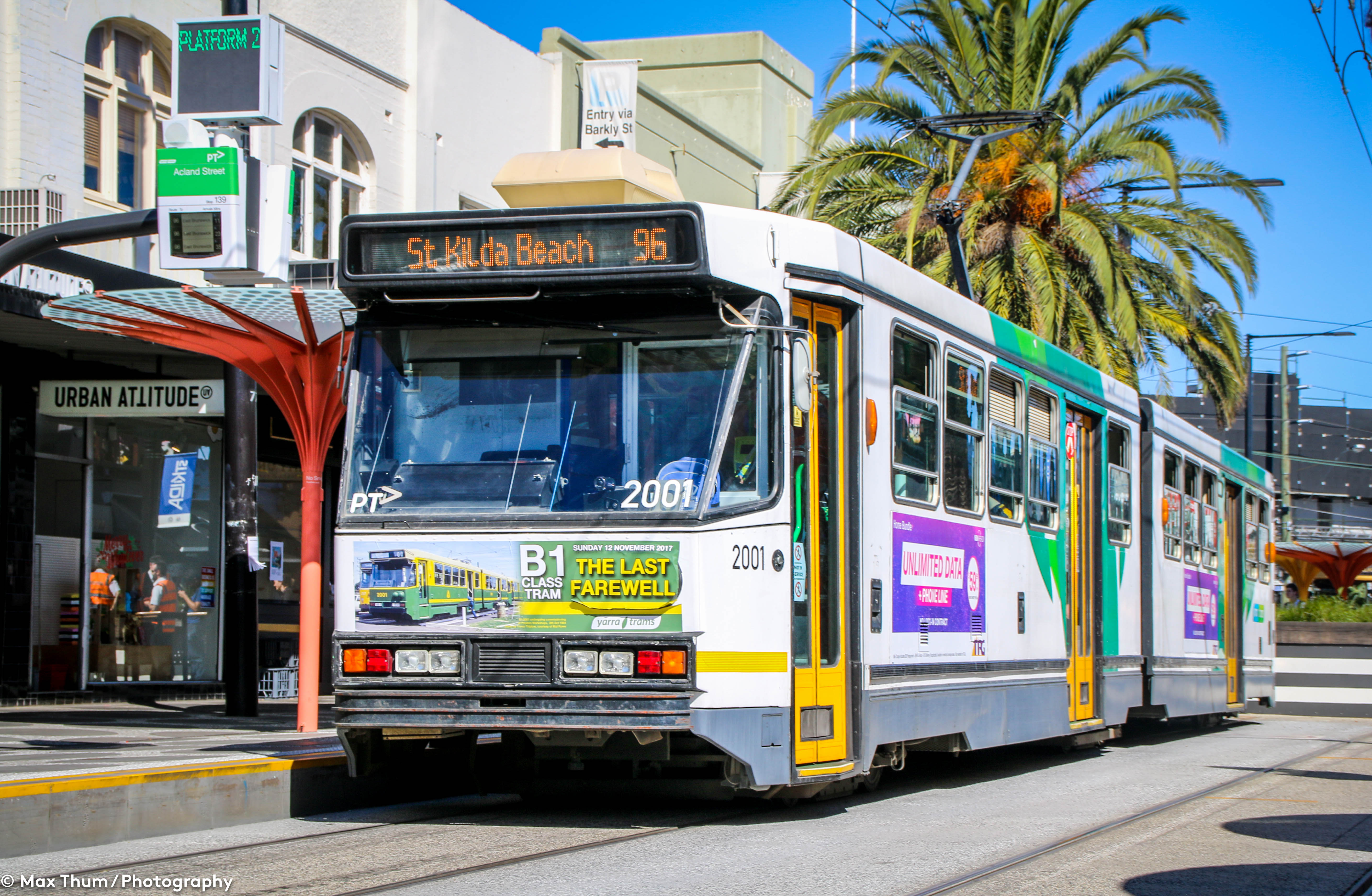
B1.2001 行駛於 Acland街 (攝於B1 告別旅途).

### 事故
2001年11月，2057号和2059号在尼古拉森街和维多利亚大道交界处相撞，两部电车未受损的部分被拼成新的2059号并很快回归运营，而受损的部分在普雷斯顿工厂整修后成为新的2057号并恢复运营。

2017年，2055号电车在普雷斯顿停保场被封存，2074号在埃森登或布伦瑞克停保场被封存，2005在坎布尔停保场被封存。
2017年5月，2028号B2型电车执行58路任务经过墨尔本动物园时，与一辆大型货车相撞并出轨，造成29人受伤。2028号电车在普雷斯顿停保场整修后已经恢复运营。

## 运营线路
B型电车在以下线路运营：1路、3路、6路、11路、19路、58路、59路、64路、67路、70路、75路、86路

## 外部链結
维基共享资源上的相關多媒體資源：B级墨尔本电车